# Fédération anglaise de football
La Fédération anglaise de football (en anglais : The Football Association (FA)) est une association regroupant les clubs de football d'Angleterre et organisant les compétitions nationales (championnats amateurs, professionnels et Coupe d'Angleterre) et les matchs internationaux de la sélection d'Angleterre.
Elle organise également les compétitions des dépendances de la Couronne d'Angleterre, sur l'Île de Man, à Guernesey et à Jersey. Formée en 1863, elle est la plus ancienne association nationale de football au Monde et a joué un rôle important dans la mise en place des règles de son sport. Son siège est situé à Londres, à Wembley, après avoir été à Soho Square avant 2009.
Bien que la plus haute division du football professionnel (la Premier League) soit autonome, la Fédération anglaise a son mot à dire sur la nomination des responsables de cette ligue et ses règles. En cas de problèmes financiers, la fédération a le droit de retirer des points et de restreindre le nombre de transferts aux équipes fautives. Au niveau local, 43 « districts » (appelés County Football Association (en)) chapeautés par la fédération sont chargés de l'organisation des compétitions.
La FA finance actuellement la construction d'un Centre national du football, le St George's Park National Football Centre (en), qui reprend le modèle du Centre technique national Fernand-Sastre en France.

## Histoire

### 1863: création de la Fédération anglaise

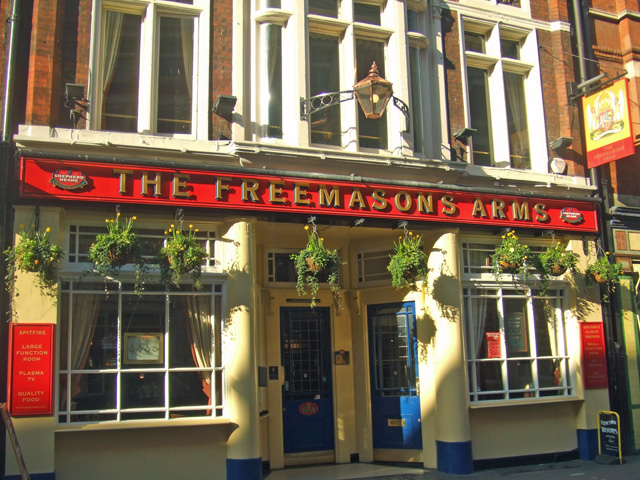
Le pub Freemasons' Tavern, lieu de fondation de la F.A. en 1863.

La Fédération d'Angleterre de football (F.A.) est créée le 26 octobre 1863 à Londres au cours d'une réunion à la Freemasons' Tavern (pub en plein cœur de la capitale anglaise, dans Great Queen Street) dans le but de préciser les règles de football, afin qu'il se différencie du rugby.
En effet, à cette époque, les règles du football diffèrent d'un établissement scolaire ou d'une association sportive à l'autre : le règlement conçu par le Sheffield FC (connu comme les règles de Sheffield) est par exemple privilégié dans le nord de l'Angleterre. Les lois du jeu adoptées par l'université de Cambridge ont également leurs partisans dans le Royaume (les Cambridge rules). L'uniformisation de ces règlements devient donc urgente pour ce sport qui ne ressemble alors en rien au football actuel. Plusieurs associations sportives se mettent donc d'accord en cette fin d'année 1863 pour clarifier les choses et adopter des lois du jeu communes. La lutte est âpre pour imposer ses idées et certains clubs (dont le Blackheath RC) quittent même la table des négociations en décembre : les partisans de la tenue du ballon à la main font alors officiellement scission et se posent ainsi comme les futurs fondateurs de la Rugby Football Union (RFU), créée en 1871.
Finalement, sous la houlette de Ebenezer Cobb Morley, quatorze lois du jeu sont édictées et adoptées par les onze membres fondateurs. Arthur Pember est désigné premier président de cette association qui peut à présent se tourner vers l'organisation de compétitions et la promotion de son sport.
Les onze clubs « fondateurs » de la F.A. en octobre 1863 sont les suivants :
- Barnes
- Blackheath
- Blackheath Proprietary School
- Civil Service Football Club
- Crusaders
- Crystal Palace (à ne pas confondre avec Crystal Palace Football Club fondé en 1905)
- Kensington School
- Forest Football Club (à Leytonstone) (qui deviendra plus tard le Wanderers Football Club)
- No Names Club (ou N.N. Kilburn)
- Percival House (Blackhealth)
- Surbiton

La Charterhouse School n'a pas de membre actif au cours de ces réunions mais elle envoie un observateur.

### Les premières années (1863-1946)
Sept ans après sa création, la fédération anglaise, par l'intermédiaire de Charles Alcock, organise une série de matches « internationaux » entre son équipe nationale et une sélection écossaise. Les Écossais présents sur la pelouse du Kennington Oval entre 1870 et 1872 étant une sélection de joueurs évoluant exclusivement à Londres.
Il faut attendre le 30 novembre 1872 pour voir le premier match international officiel de l'Histoire, qui oppose de nouveau ces deux sélections britanniques au stade Hamilton Crescent de Glasgow devant 4 000 personnes et s'achève sur un score nul et vierge.

#### Organisation des compétitions domestiques

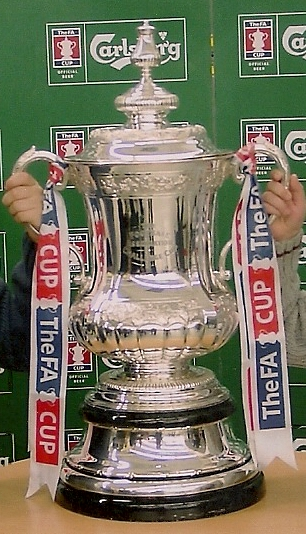
La Coupe d'Angleterre

En 1871, la Fédération anglaise regroupe déjà une cinquantaine de clubs et quinze d'entre eux s'affrontent lors de la première édition de la Coupe d'Angleterre de football. Le Wanderers Football Club remporte le premier trophée en battant Royal Engineers AFC (1-0) en finale, le 16 mars 1872 au stade The Oval, situé dans le quartier de Kennington à Londres.
En 1881, la fédération anglaise de football comptabilise 128 clubs affiliés et voit l'émergence d'autres associations nationales sur le territoire britannique : la Fédération d'Écosse de football en 1873, la fédération galloise en 1876, la fédération nord-irlandaise en 1880. Les équipes de ces nations s'affrontent par défaut entre elles et il faut attendre le début du siècle et une tournée en Europe centrale en 1908 pour voir l'équipe d'Angleterre jouer contre une équipe continentale.
Dans ses premières années, la F.A. souhaite que les clubs soient sous son aile et les joueurs qui les composent demeurent totalement amateurs. Elle décide finalement de légaliser le professionnalisme en 1885. C'est donc logiquement qu'en 1888 est lancé sous l'égide de la F.A. le premier championnat (professionnel) de l'histoire du football sur le sol anglais. Douze clubs y participent et Preston North End en est le vainqueur. L'année 1892 voit l'apparition d'une seconde division professionnelle, la Division Two, et l'élargissement de la première division à 16 clubs.
Au cours de la saison 1919-1920, les deux premières divisions professionnelles sont composées de 22 équipes. Les dirigeants de la F.A. décident alors de créer une troisième division, la Division Three, divisée à partir de 1924 en deux groupes (Nord et Sud) comptant vingt équipes chacune. Il faut attendre trente ans pour que lors de la saison 1958-59 les deux groupes de troisième division soient fusionnés au sein d'une poule unique et qu'une quatrième division, la Division Four, soit créée.
En 1921, la Fédération interdit à ses membres d'accepter les équipes féminines sur leurs terrains, provoquant le déclin du football féminin. Il existe alors 150 équipes féminines, qui attirent de nombreux spectateurs lors de matchs dont les recettes sont destinées à des œuvres de charité. Les motifs invoqués sont des rumeurs de détournement des recettes, dont une partie serait utilisée pour payer les joueuses, et le caractère inapproprié du football pour les femmes. L'interdiction ne sera levée qu'en 1971.

#### Participation au football international
Bien qu'initialement défavorable à la fondation d'une fédération internationale, la fédération anglaise rejoint la Fédération internationale de football association (FIFA) en 1905, seulement un an après sa création. En 1906, Daniel Burley Woolfall, ancien membre du conseil d'administration de la FA, devient le premier Anglais président la FIFA, succédant au Français Robert Guérin.
Après la Première Guerre mondiale et à la suite du maintien au sein de la FIFA des fédérations autrichienne et allemande, la fédération anglaise décide de quitter l'institution en 1920. Elle revient en 1924 avant de la quitter de nouveau en 1928 à la suite d'une brouille concernant le statut de l'amateurisme dans le football et l'organisation du premier championnat du monde à venir.
N'étant plus membre de la FIFA, la Fédération anglaise ne peut inscrire sa sélection pour les premières éditions de la Coupe du monde de football, en 1930 en Uruguay, en 1934 en Italie et en 1938 en France. La FIFA se montre pourtant conciliante et diplomate avec la Fédération anglaise durant cette période : elle tente à tout prix de la convaincre de rejoindre à nouveau la fédération internationale, allant jusqu'à offrir à l'Angleterre au printemps 1938, la place vacante en phase finale de la Coupe du monde 1938 à la suite du forfait de l'Autriche. La fédération anglaise refuse encore cette main tendue et ce n'est qu'après la guerre, en 1946, qu'elle accepte de revenir siéger à la FIFA.

### La F.A. depuis 1946

Logo

L'équipe d'Angleterre a enfin la possibilité de disputer sa première Coupe du monde en 1950 au Brésil. L'équipe aux quatre dragons est l'une des quatre têtes de série du tournoi mais elle est piteusement éliminée au premier tour avec deux défaites en trois matchs dont un étonnant revers face à des Américains pourtant faibles (0-1).
Après quatre participations (de 1950 à 1962), l'Angleterre et sa fédération s'apprêtent à accueillir la huitième Coupe du monde. L'Angleterre est en effet choisie pays hôte en 1960 dès sa première candidature, qui est donc déposée pour l'organisation du mondial 1966. En 1961, Stanley Rous, président de la fédération anglaise (de 1934 à 1962) est élu président de la FIFA. Pour l'organisation du tournoi mondial de 1966, l'État anglais entreprend un véritable effort pour moderniser les stades.
La compétition débute le 11 juillet 1966 par un décevant match nul entre le pays organisateur et l'équipe d'Uruguay (0-0). Les Anglais, dirigés par Alf Ramsey et avantagés par un calendrier favorable et un arbitrage complaisant, rétablissent vite la barre en gagnant les cinq matches suivants pour décrocher sur le fil le premier et seul titre de champion du monde de leur histoire face à la RFA (4-2 après prolongation).
Les exploits de l'équipe nationale se font nettement plus rares depuis 1966, puisqu'elle n'a remporté aucun titre majeur depuis cette victoire. Elle atteint néanmoins les demi-finales de l'Euro 1968 et de l'Euro 1996, disputé à domicile, puis récemment la finale de l'Euro 2021, encore à domicile, ainsi que les demi-finales du mondial en 1990 en Italie et en 2018 en Russie.
Les clubs anglais brillent par contre régulièrement sur la scène européenne et mondiale : Liverpool, Manchester United, Notthingham Forest, Aston Villa, Tottenham Hotspur, Ipswich, Chelsea, Everton, Arsenal, Manchester City et West Ham décrochent ainsi 25 titres dans les trois compétitions européennes (Ligue des champions de l'UEFA, Coupe des Coupes, Coupe de l'UEFA) entre 1955 et 2010. Représentants européens en Coupe intercontinentale à six reprises, les clubs anglais ne l'ont remporté qu'une fois (Manchester United en 1999).
L'année 1992 est marquée par la création de la Premier League et la fin des quatre divisions professionnelles traditionnelles. Pour des raisons financières, la Fédération d'Angleterre de football ne gère plus directement cette division. La deuxième division devient le Championship, la troisième division la League One alors que la quatrième division devient League Two. En 1995, la Premier League est réduite à vingt clubs et devient progressivement l'un des championnats les plus populaires au monde.
En 1996, les Anglais sont les hôtes du dixième Championnat d'Europe d'où sort vainqueur l'Allemagne (2-1 en finale sur un but en or contre la Tchéquie).
En février 2008, après une semaine de célébrations de la vie de Lily Parr, l'Association britannique du football présente ses excuses pour avoir banni les femmes du football de 1921 à 1971.
En août 2009, le siège de la Fédération déménage, quittant ses bureaux de Soho Square pour le stade de Wembley, reconstruit six ans plus tôt.
La Fédération anglaise est candidate pour l'organisation de la 21e Coupe du monde en 2018 mais est éliminée au premier tour de scrutin le 2 décembre 2010. À la suite de cette déconvenue, le Président de la fédération anglaise, Roger Burden annonce sa démission le 4 décembre 2010.

## Palmarès de la fédération

### Équipe nationale
- Vainqueur de la Coupe du monde de football de 1966
- Vainqueur du Championnat d'Europe de football espoirs (Moins de 21 ans) en 1982 , 1984 et 2023
- Vainqueur du Championnat d'Europe de football des moins de 19 ans en 1993
- Vainqueur du Championnat d'Europe de football des moins de 17 ans 2010
- Vainqueur du Championnat d'Europe féminin de football des moins de 19 ans 2009

### Clubs
- 15 Coupes d'Europe des clubs champions (ou Ligue des Champions) : Liverpool (1977, 1978, 1981, 1984, 2005, 2019), Manchester United (1968, 1999, 2008), Notthingham Forest (1979, 1980), Aston Villa (1982), Chelsea (2012, 2021), Manchester City (2023).
- 10 Coupes de l'UEFA : Liverpool (1973,1976, 2001), Tottenham (1972, 1984, 2025), Chelsea (2013, 2019), Ipswich (1981), Manchester United (2017).
- 8 Coupes des Coupes : Chelsea (1971, 1998), Arsenal (1994), Everton (1985), Manchester City (1970), Manchester United (1991), Tottenham (1963), West Ham (1965).
- 10 Supercoupes de l'UEFA : Liverpool (1977, 2001, 2005, 2019), Chelsea (1998, 2021), Manchester United (1991), Aston Villa (1983), Notthingham Forest (1980), Manchester City (2023).
- 4 Coupes Intertoto : Aston Villa (2001), West Ham (1999), Fulham (2002), Newcastle (2006).
- 4 Coupe du monde des clubs de la FIFA : Manchester United (2008), Liverpool (2019), Chelsea (2021), Manchester City (2023)
- 1 Coupe intercontinentale : Manchester United (1999)
- 2 Ligue des champions féminine de l'UEFA : Arsenal Ladies Football Club (2007, 2025)

## Compétitions organisées par la Fédération
La FA est chargée de l'organisation de :
- La FA Cup, coupe d'Angleterre de football
- Le FA Trophy
- Le FA Vase
- La FA Women's Cup, coupe d'Angleterre féminine de football
- La FA Youth Cup, coupe d'Angleterre des jeunes (moins de 18 ans)
- La FA Sunday Cup
- La FA County Youth Cup
- Le Community Shield
- La FA National League System Cup
- La FA Futsal League (championnat de futsal)

## Dirigeants
Depuis 1939, la fédération anglaise a un Président honorifique issu de la Famille royale britannique. Elle possède en parallèle un Président qui gère les affaires courantes de la Fédération et la politique globale de celle-ci. Traditionnellement, cette personne a gravi les échelons de la structure de la FA (par exemple en assumant la présidence d'un des county de la fédération).
| Bureau actuel de la Fédération anglaise - Président honorifique de la fédération : Prince William de Galles - Président : Roger Burden - Vice-président : Barry Bright - Secrétaire général : Alex Horne - Trésorier : Adrian Martin - Entraîneur (hommes) : Roy Hodgson - Entraîneur (femmes) : Hope Powell - Responsable médias : Julian Eccles - Coordinateur futsal : Simon Walker - Coordinateur arbitres : Neale Barry | Autres membres du bureau - Dave Henson - Michael Game - Phil Gartside - David Gill - Sir Dave Richards - John Ward - David Sheepshanks - Neil Doncaster |

## Historique des présidents honorifiques
- Arthur Pember (1863–1867)
- Ebenezer Cobb Morley (1867–1874)
- Major Sir Francis Marindin (1874–1890)
- Arthur Kinnaird (1890–1923)
- Sir Charles Clegg (1923–1937)
- William Pickford (1937–1939)
- Alexander Cambridge, comte d'Athlone (1939–1955)
- Philip Mountbatten, duc d'Edimbourg (1955–1957)
- Henry de Gloucester, duc de Gloucester (1957–1963)
- George Lascelles, comte de Harewood (1963–1971)
- Edward de Kent, duc de Kent (1971–2000)
- Andrew d'York, duc de York (2000–2006)
- Prince William de Galles (Depuis 2006)

## Historique des présidents exécutifs (Chairman) de la F.A.
- A. G. Hines (1938)
- M. Frowde (1939–1941)
- Sir Amos Brook Hirst (1941–1955)
- Arthur Drewry (1955–1961)
- A. G. Doggart (1961–1963)
- J. H. W. Mears (1963–1966)
- Dr Sir Andrew Steven (1967–1976)
- Professor Sir Howard Thompson (1976–1981)
- Sir Bert Millichip (1981–1996)
- Keith Wiseman (1996–1999)
- Geoff Thompson (1999-2008)
- David Triesman (2008-2010)
- Roger Burden (mai 2010 - décembre 2010)

## Historique des Secrétaires généraux (General Secretary) de la F.A.
- Ebenezer Cobb Morley (1863–1866)
- R. W. Willis (1866–1868)
- R. G. Graham (1868–1870)
- Charles William Alcock (1870–1895)
- Sir Frederick Wall (1895–1934)
- Sir Stanley Rous (1934–1962)
- Denis Follows (1962–1973)
- E. A. Croker (1973–1989)

À partir de 1989, les Secrétaires généraux (General Secretary) reçoivent le titre de Chief executive.
- Graham Kelly (1989–1998)
- Adam Crozier (2000–2002)
- Mark Palios (2003–2004)
- Brian Barwick (2005-2010)
- Alex Horne (Depuis mai 2010)